# Première classe vol. 1
Pour les articles homonymes, voir Première classe (homonymie).
Première classe vol. 1 ou Les sessions PC1 est une compilation de rap français sortie en début d'année 1999.

## Liste des titres
1. Embarquement intro - DJ Poska
2. On fait les choses - Neg'Marrons, Mystik, Pit Baccardi et Rohff
3. Atmosphère suspecte - Lino, Don Choa et Le Rat Luciano
4. La vie - Futuristiq et Le Venin
5. Nos cœurs saignent - T. Killa, L'Skadrille et Marginal Sosa
6. Animalement vôtre - Kery James, Rocca, Shurik'N, Hamed Däye
7. J’ai déjà mal - Neg'Marrons
8. Première trace - Kazkami et Swan
9. C’est quoi le dièse? - Fredo, Ritmo de La Noche, Casey, Le K. Fear et Sat
10. L’art de la guerre - Akhenaton, Ärsenik et Pit Baccardi
11. Paraît qu’t’es hardcore - Delta, Cynéfro, Fdy, Karlito et MC Jean Gab'1
12. 24 Heures - Fabe, Eben et Mokodaf 2
13. Compte avec moi - Pit Baccardi
14. Même pas 20 piges - Sniper, Scalo et Prodige
15. Le métier rentre - Ekoué, Vasquez, Calbo et K-Reen
16. La vérité blesse - 113, Rodriguez Nº12 et Rocé
17. Nautilus: Black December - Oxmo Puccino et Passi
18. Débarquement Outro - Jocelyne Kinganga

## Samples
- 'Première trace' : utilisation du morceau "T'Es Pas Drôle" de Catherine Lara.
- "On fait les choses" : utilisation du morceau "Les étrangers" de Léo Ferré.
- "La vérité blesse" : utilisation du morceau "C.R.E.A.M." du Wu-Tang Clan, lui-même utilisant le morceau "As Long As I Got You" de The Charmels.